# Maciej Kruczek
Maciej Kruczek (* 26. Januar 1988, in Krynica-Zdrój) ist ein polnischer Eishockeyspieler, der seit 2020 beim GKS Katowice in der Polska Hokej Liga unter Vertrag steht.

## Karriere

### Club
Maciej Kruczek begann seine Karriere in der Nachwuchsabteilung des KTH Krynica, für den er überwiegend in der zweitklassigen I liga spielte. Lediglich in den Spielzeiten 2006/07 und 2013/14 spielte er mit den Kleinpolen in der Ekstraliga. Im Januar 2014 verließ er seinen Stammverein, um beim GKS Tychy anzuheuern. Mit den Schlesiern wurde er 2014 polnischer Vizemeister und wechselte anschließend zum KS Cracovia, mit dem er 2016 polnischer Meister und Pokalsieger und 2017 erneut Meister wurde. 2020 wechselte er zum Ligakonkurrenten GKS Katowice, mit dem er 2022 und 2023 erneut polnischer Meister wurde.

### International
Für Polen nahm Kruczek im Juniorenbereich lediglich an der Division I der U18-Weltmeisterschaft 2006 teil.
Sein Debüt in der Herren-Nationalmannschaft gab er erst neun Jahre später bei den Spielen der Division I der Weltmeisterschaft 2015. Auch 2016, 2017, 2022 und 2023, als den Polen erstmals nach mehr als zwanzig Jahren der Aufstieg in die Top-Division gelang, stand er in der Division I auf dem Eis. Zudem spielte er für Polen bei der Qualifikation für die Olympischen Winterspiele in Pyeongchang 2018.

## Erfolge
- 2016 Polnischer Meister und Pokalsieger mit dem KS Cracovia
- 2017 Polnischer Meister mit dem KS Cracovia
- 2022 Polnischer Meister mit dem GKS Katowice
- 2022 Aufstieg in die Division I, Gruppe A, bei der Weltmeisterschaft der Division I, Gruppe B
- 2023 Polnischer Meister mit dem GKS Katowice
- 2023 Aufstieg in die Top-Division bei der Weltmeisterschaft der Division I, Gruppe A

## Ekstraliga/PHL-Statistik
(Stand: Ende der Spielzeit 2022/23)
Die Daten für die Spielzeit 2006/07 liegen nicht vor, so dass die Gesamtzahl jeweils höher liegen wird.